# 瓶長

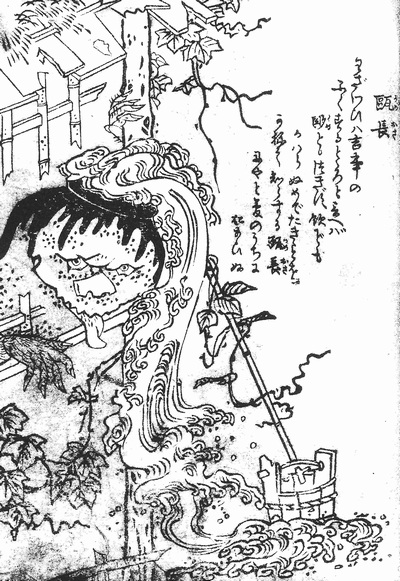
鳥山石燕『百器徒然袋』より「甌長」

甌長、瓶長、甕長（かめおさ）は、鳥山石燕の妖怪画集『百器徒然袋』にある日本の妖怪。
水瓶が目鼻と口を備えたような姿で描かれており、石燕の解説文によれば、瓶の水を汲んでも決して水が尽きることのない、いわば幸せの入った瓶として、以下のように述べられている。
昭和・平成以降の妖怪関連の文献では、水瓶が歳月を経た末に魂を持った付喪神（器物が変化した妖怪）で、水を自在に操る能力を持つとの解釈もある。また、解説文に祝言が述べられているのは、「瓶長」が『百器徒然袋』本編最後の妖怪であることに関連しているとも考えられている。
瓶長という名の妖怪の伝承は存在しないことから創作妖怪とされ、石燕の門人・恋川春町の絵師としての雅号・亀長（かめおさ）から創作されたものとの説もある。また、春町が酒上不埒（さけのうえのふらち）の名で狂歌を作るほどの酒好きで、瓶長もまた壁にもたれた酔っ払いが嘔吐している様子にもみえることから、一種のユーモアで作られたとの解釈もある。